# FC Den Bosch
El FC Den Bosch és un club de futbol neerlandès de la ciutat de 's-Hertogenbosch.

## Història

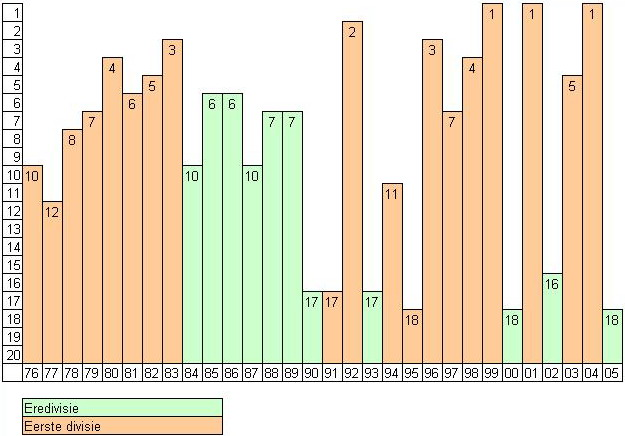
Gràfica FC Den Bosch 1976-2005

El Den Bosch va ser fundat el 18 d'agost de 1965 amb el nom de FC Den Bosch/BVV. És el successor del BVV (fundat el 1906) i el Wilhelmina (1890). És el club del qual sorgí el davanter Ruud van Nistelrooij.
Evolució del nom:
- 1965–1967: FC Den Bosch/BVV
- 1967–1988: FC Den Bosch '67
- 1988–1992: BVV Den Bosch
- 1992–present: FC Den Bosch

## Palmarès
- Lliga neerlandesa de futbol:[3]
  - 1947 (com a BVV)
- Copa neerlandesa de futbol:[4]
  - finalista el 1991
- Eerste Divisie:
  - 1966, 1971, 1999, 2001, 2004

## Jugadors destacats
- Co Adriaanse
- Gerard Aichorn
- Regi Blinker
- Marcel Brands
- Ruud Brood
- Jack de Gier
- Hans Gillhaus
- Jan van Grinsven
- Fred van der Hoorn
- Wim van der Horst
- Hans Kraay Jr.
- Hendrie Krüzen
- Harry van der Laan
- Theo Lucius
- Anthony Lurling
- Ruud van Nistelrooy
- Ton Patinama
- Esad Razić
- Arnold Scholten

## Entrenadors destacats
- Ben Tap (1965-1970)
- Jan Remmers (1970-1974)
- Nol de Ruiter (1974-1976)
- Ad Zonderland (1976-1978)
- Rinus Gosens (1979-1980)
- Ad Zonderland (1980)
- Hans Verèl (1981-1984)
- Rinus Israël (1984-1986)
- Theo de Jong (1986-1989)
- Rinus Israël (1989-1990)
- Hans van der Pluym (1990-1995)
- Chris Dekker (1995-1996)
- Kees Zwamborn (1996-1998)
- Martin Koopman (1998-2000)
- Mark Wotte (2000)
- André Wetzel i Jan van Grinsven (2000)
- Jan Poortvliet (2000-2001)
- Wiljan Vloet (2001-2002)
- Gert Kruys (2002-2004)
- Henk Wisman (2004-2005)
- Jan van Grinsven, Fred van der Hoorn i Wim van der Horst (2005)
- Theo Bos (2005-)